# Be true
「be true」（ビー・トゥルー）は、avex traxによる音楽プロジェクト「Cyber X」の3枚目のシングル。2003年6月25日発売。

## 解説
トランスとJ-POPの融合をにらみ、国内外の音楽プロデューサーやヴォーカリストが集結し発足したプロジェクト『Cyber X』のシングル第3弾で、日本の音楽ユニット・globeのKEIKOが「Cyber X feat. KEIKO」として参加したシングル。本作は3ヶ月連続シングルリリースの最後を飾った。
アレンジ及びプロデュースはglobeと同様に小室哲哉が担当。作曲は第1弾「Drive me nuts」のサウンド・プロデューサーであり、ドイツの音楽ユニット「ハードフロア」のメンバーで、ヨーロッパにテクノやアシッド・ハウス浸透に貢献したラモン・ツェンカーが担当。
後にglobeのアルバム「maniac」にも収録された。

## 収録曲
| 全作曲: Ramon Zenker、全編曲: TANDK（小室哲哉）。 |                           |           |              |      |
| #                                                 | タイトル                  | 作詞      | 作曲・編曲   | 時間 |
| 1.                                                | 「be true」               | TANDK     | Ramon Zenker | 5:24 |
| 2.                                                | 「be true」(Instrumental) |           | Ramon Zenker | 5:23 |
| 合計時間:                                         | 合計時間:                 | 合計時間: | 10:47        |      |

クレジット
- Executive Produced : max matsuura (松浦勝人)
- Produced & Mixed : 小室哲哉